# Аристотел
Аристотел (грч. Ἀριστοτέλης; Стагира, 384. п. н. е. — 322. п. н. е.) био је старогрчки филозоф и беседник, Платонов ученик и једна од најутицајнијих личности у историји европске мисли.
Аристотел је био грчки филозоф и научник који је рођен у македонском граду Стагира, Халкидики, на северној периферији класичне Грчке. Његов отац, Никомах, је умро кад је Аристотел био дете, након чега је Проксенус од Атарнеуса постао његов старатељ. У својој осамнаестој години, пошао је на Платонову академију у Атини и остао је тамо до своје 37. године ( 347. п. н. е.). Његови рукописи покривају многе теме – укључујући физику, биологију, зоологију, метафизику, логику, етику, естетику, поетику, позориште, музику, реторику, лингвистику, политику и владу – и чине први свеобухватни систем западне филозофије. Убрзо након Платонове смрти, Аристотел је напустио Атину и, на захтев Филипа Македонског, подучавао је Александара Великог почевши од 343. п. н. е. Према писању Encyclopædia Britannica, „Аристотел је био први истински научник у историји ... [и] сваки научник му дугује.“
Подучавање Александра Великог је пружило Аристотелу многе могућности и обиље материјала. Он је основао библиотеку у Лицеју која је помагала у продукцији многих од његових стотина књига. Чињеница да је Аристотел био Платонов ученик је допринела његовом раном гледишту платонизма, међутим након Платонове смрти, Аристотел се уронио у емпиријска изучавања и удаљио се од платонизма у корист емпиризма. Он је веровао да сви људски концепти и сво њихово знање ултимативно базирани на перцепцији. Аристотелово гледиште на природне науке представља подлогу у основи многих његових радова.
Аристотелови погледи на физичке науке темељно је обликовало гледиште средњевековних учењака. Његов утицај досеже до ренесансе и није био систематски замењен до просветитељства и теорија као што је класична механика. Нека од Аристотелових зоолошких опажања, као што је hectocotyl (репродуктивна) рука октопуса, нису потврђена, нити оспорена до 19. века. Његови радови садрже најранију познату студију логике, која је инкорпорирана у касном 19. веку у модерну формалну логику.

## Биографија
Аристотел је рођен у Стагири, грчкој колонији на македонском полуострву. Његов отац, Никомах, радио је као дворски лекар код краља Аминтаса III Македонског, деде Александра Великог. Верује се да су Аристотелови преци били на овој дужности и код ранијих македонских краљева. Претпоставља са да је, када је отишао у Атину са 18 година, Аристотел имао и нека знања из медицине која је добио од оца.
Од 18. до 37. године похађа Академију као Платонов ученик. Разлике у филозофским ставовима биле су основа за стварање разних легенди о односима Платона и Аристотела. Евидентно је да су неслагања у ставовима постојала, пошто Аристотел врло рано показује интересовање за природне чињенице и законе за разлику од Платонових идеалистичких ставова. Било како било, нема никаквих доказа да су за време Аристотеловог боравка на Академији односи између двојице филозофа били затегнути или прекинути.
Заправо, Аристотелово понашање после Платонове смрти, његова стална сарадња са Ксенократом и осталим платонистима, те референце на Платоново учење у његовим делима доказују да је, иако је и било сукоба мишљења између Аристотела и Платона, међу њима постојало дубоко разумевање и толеранција. Такође, приче кажу да је Аристотел највише неслагања имао са епикурејцима, који су били познати и као „клеветници“. Иако се овакве легенде често налазе код раних хришћанских писаца као што су Јустин Испосник и Григорије Назијазин, разлог лежи највише у чврстом систему вредности који су Аристотелу усадили рани хришћански јеретици, а понајмање у неком добро утемељеном историјском веровању.
После Платонове смрти (346. п. н. е.), Аристотел са Ксенократом одлази на двор Хермијаса, владара Атарније у Малој Азији и жени се са Питијом, владаревом нећакињом и покћерком. Године 344. п. н. е., Хермијас гине у побуни и Аристотел са породицом одлази у Митилену. После годину-две, око 343. године п. н. е. на позив краља Филипа II Македонског отишао је у македонску престоницу Пелу да би постао учитељ краљевог сина Александра III, који је тад имао 13 година.
Плутарх пише да Аристотел Александра није поучавао само етици и политици већ га је упућивао и у далеко дубље тајне филозофије. Мноштво је доказа да је Александар много научио од Аристотела, а и да је Аристотел имао користи поучавајући младог принца (иако се Бертранд Расел не слаже с овим наводима). Захваљујући овом утицају, Аристотел је од Александра добијао значајна новчана средства за набавку књига, а по свему судећи, обновљена моћ Александрове војске последица је, барем делимично, и Александровог односа са Аристотелом.
По наводима Плутарха и Диогена, Филип је 340. п. н. е. године до темеља спалио Стагиру, Аристотелов родни град, али је Аристотел успео наговорити Александра да га обнови.
Око 335. п. н. е., Александар одлази у поход на Азију а Аристотел, који је од Александровог доласка на македонски трон имао улогу неслужбеног саветника, одлази поново у Атину и отвара сопствену филозофску школу. Могуће је да је Аристотел, по казивању Аула Гелијуса, водио школу реторике за време свог претходног боравка у Атини; али, сада, следећи Платонов пример, он почиње давати редовне часове из филозофије у гимназијуму саграђеном у част Аполона Ликијског, по којем је школа добила име Лицеј. (Школа је такође била позната и као перипатетичка школа пошто је Аристотел волео да расправља о филозофским питањима са својим ученицима шетајући горе-доле, peripateo (лагана шетња), peripatoi (око гимназијума).
За време тринаестогодишњег периода (335. п. н. е. — 322. п. н. е.) који је провео поучавајући у Лицеју, Аристотел је написао већину својих дела. По узору на Платона, пише „Дијалоге“ у којима популарним језиком износи основе свог учења. Такође је написао неколико студија (о којима ће бити говора касније) о физици, метафизици итд; у којима је стил формалнији, а језик ученији него у „Дијалозима“. Ови текстови откривају у којој мери су му били корисни материјали и писани извори које му је Александар својевремено обезбедио. Они посебно показују повезаност његовог учења са радовима грчких филозофа, његових претходника, те како је наставио, лично или преко других филозофа, истраживања природних појава. Плиније тврди да је Александар ставио под Аристотелов надзор све ловце, рибаре и птичаре у свом краљевству те све надзорнике краљевских шума, језера, мочвара и пашњака што је било врло вероватно узевши у обзир Аристотелова радове из зоологије. Аристотел је изузетно добро познавао радове својих претходника тако да Страбон констатује да је Аристотел међу првима почео стварати велику библиотеку.
У последњим годинама Аристотеловог живота односи између њега и Александра постају веома затегнути захваљујући страдању и казни Калистеновој којег је Аристотел својевремено препоручио Александру. Без обзира на све, у Атини су и даље сматрали Аристотела Александровим пријатељем и представником Македоније. Наравно, након што је у Атину стигла вест о Александровој смрти и након што избили немири који су довели до Ламијског рата Аристотел постаје непопуларан као и сви Македонци. Атмосферу непоштовања и омражености, коју су својевремено осетили Анаксагора и Сократ, доживео је, још безразложније, и сам Аристотел. Напушта Атину изјављујући (по сведочењима многих античких ауторитета) да неће пружити Атињанима шансу да се по трећи пут огреше о филозофију. Налази уточиште на свом сеоском имању у Калкису у Еубеји где и умире следеће године, 322. п. н. е. од дугогодишње болести. Приче да је његова смрт последица тровања кукутом, као и легенда да се бацио у море „јер није могао објаснити таласе“ немају историјске основе.
Врло мало се зна о Аристотеловом физичком изгледу осим из њему ненаклоњених извора. Његове очуване статуе и бисте, које вероватно датирају из првих година деловања перипатетичке школе, приказују човека просечне висине, оштрих црта лица и проницљивог погледа. На основу његових текстова, тестамента (несумњиво веродостојног), одломака из његових писама те сведочења његових објективних савременика закључујемо да се радило о високоморалном човеку благе нарави, посвећеног породици и пријатељима, који је благо поступао са својим робовима, био милостив према својим непријатељима и противницима и захвалан својим доброчинитељима. Када је платонизам престао да доминира светом хришћанске мисли и када су се Аристотелови радови почели проучавати објективно и без страха, у делима хришћанских писаца 13. века (исто као и код објективних писаца његовог времена) Аристотел се описује као човек благе нарави, достојанствене појаве, скроман и без иједног моралног недостатка, „највећи од оних који знају“.

## Облици државног уређења
Аристотел је, за разлику од Платона, више био оријентисан на истраживање постојећег друштва. Анализом 158 устава грчких полиса, он је поделио државна уређења на:
- добра (монархија, аристократија и република) и
- лоша (тиранија, олигархија и демократија).[12]

## Аристотелови списи
Дела: "Органон" (сакупљени Аристотелови логички списи), Поетика (О песничкој уметности), "Реторика", "Никомахова етика" (Никомах је био његов отац), "Политика", "Метафизика", "Физика", "О души".
Његови наследници су учили по његовим књигама и по књигама које су писане на основу његових дела. А, он је први који је објективно описао сво дотадашње знање. Нагласак на "објективно", јер други филозофи су писали дела, песме, дијалоге. Аристотел је писао уџбенике, у којима је први пут уредно побројао сва дотадашња знања (и, наравно, дописао открића до којих је и сам дошао).

## Логика
Аристотел је сматрао да људско мишљење не може одражавати објективну стварност нити спознати објективну истину, ако само није постављено на сигурне принципе. Показује да је метода индукције пут до спознаје, да се од појединачне ствари дође до одређеног појма. Каже да свако живо биће има способност опажања, али људи се одликују још и тиме, да запажено могу задржати у сећању. Дакле од запажања долази до сећања, одатле услед честог понављања – искуство о дотичном предмету, а самим искуством човек стиче практично умеће и знање. Предмет опажања је само појединачно, а појам, као опште – односи се на мноштво појединачног, и до њега се долази путем индукције.
Међутим, спознаја не остаје само на појму, јер се појмови у неком суду могу опет сврстати под још уопштеније појмове, чиме Аристотел прелази на учење о категоријама тј. о најопштијим предикатима. Аристотел их је нашао 10: супстанција, квантитет, квалитет, релација, место, време, положај, поседовање, деловање и трпљење. Да би се људско мишљење могло одржати, оно мора имати основне принципе, који ће бити општеважећи и није их неопходно доказивати. Аристотел их своди на ова три:
- принцип идентитета (све што је истинито мора се потпуно само са собом подударати),
- принцип контрадикције (немогуће је да се једноме и истоме на исти начин једно и исто одређење додаје и не додаје),
- те принцип искључења трећег (између контрадикторних ставова не може бити трећег).

Према томе Аристотелова логика (он је зове аналитика – вештина раздвајања) није сама себи сврха, нити се бави празним апстракцијама, него полази од реалног, појединачног предмета, и проучава како се он спознаје у садржајном мишљењу. Доследно томе, Аристотел каже, да је објект опажања постојао пре самог опажања те да ће он и даље постојати ако се то опажање укине. Стога судови могу бити позитивни (истинити) и негативни (лажни). Такође је могуће из општег, дедуктивним путем, доћи до појединачног, што се најбоље види у силогизму:
„Ако се А исказује о сваком Б и Б исказује о сваком Ц, онда се А исказује о сваком Ц.“
Силогистичком формом закључивања се два става премисе доводе у међусобни однос, те се изводи трећи став закључак. Аристотел свуда употребљава четири основне познате врсте ставова:
- А – универзално позитиван
- Е – универзално негативан
- И – партикуларно позитиван
- О - партикуларно негативан.

С обзиром на ово може се рећи да је Аристотелова логика у ствари теорија односа А, Е, И и О. Аристотел такође сматра, да дијалектички закључак, закључак из вероватних премиса, није ни истинит ни лажан, већ вероватан, али има своју вредност јер постављањем супротних теза врши контролу самог мишљења и његових тврдњи.
Поред дијалектичког закључка, постоји још и софистички који је према Аристотелу обмањујући, јер је изведен из погрешних премиса. Истиче да дијалектичар није свестан својих грешака, док софист јесте. Уз те две врсте закључака постоје и научни закључци, који служе у науци као сигурно средство за стицање нових спознаја.
Иако је Аристотелова логика, логика појмова, он је познавао и неке законе логике ставова, као нпр. закон контрапозиције:
„Када се две појаве односе једна према другој да, ако је једна, онда је нужно и друга, онда ако нема друге, нема ни прве.“
Вредност и значај Аристотелове логике је јединствена, како у историји тако и данас, те можемо рећи да је она испунила свој задатак јер је постала сигурно средство за испитивање тврдњи и доказа.

## Метафизика
Првобитна је метафизика била тематски оријентисана на надчулни свет, те је представљала чисту теологију. То је била наука о чистом, савршеном постојању и о највишем добру, а касније постаје учење о свим врстама и значењима постојања, односно општа наука о бићу као бићу и о чулним стварима. Код Аристотела постоје 4 дела метафизике, а то су онтологија (наука о бићу као бићу), психологија (наука о бићу у односу на људску душу), космологија (биће у односу на свет) и теологија (биће у односу на божанско). Називи за метафизику су варирали, зависно од издања, често је коришћен термин „прва филозофија“ (filosofia prota), софиа (мудрост) или теолог

## Етика
Аристотел, за разлику од Платона, цени уметност а нарочито грчке трагедије јер етички делују на гледаоца (творац је термина катарза — прочишћење путем страха и сажаљења).
За Аристотела, највеће добро је срећа. Она зависи од наших умних способности. Тврдио је да је највећа врлина средина између две крајности. Учење о врлини Аристотел је изложио у свом делу Никомахова етика, где је полазио од онога у чему се сви људи слажу, а то је да је циљ људског живота или блаженство, које није површни хедонизам, нити материјално богатство или слава, већ је срећа или блаженство - добро по себи или самовредност. Аристотел је тврдио да је човек по природи политичко биће (zoon politikon) и да своју суштину изражава тек у заједници.
Врлине је поделио у две категорије. Прва су етичке (практичке) врлине, а друге дијаноетичке. За прве је карактеристично то да се оне темеље на средини, типа храброст која је средина између плашљивости и потпуне несвесности опасности. Дијаноетичких врлина има 5: епистеме (знање), софиа (мудрост), техне (вештина), нус (разум) и фронесис (животна мудрост).

## Политичка филозофија
Аристотел је поделио државне облике на основне две групе: добре и лоше.
Добре облике представљају:
- монархија
- аристократија
- република

Лоше облике представљају:
- тиранија
- олигархија
- демократија

### Разлика између Платонове и Аристотелове државе
Платон је у својој „Држави“ покушао да формулише апсолутно најбољу државу, док је Аристотел уочио да не постоји апсолутно најбоља држава већ само релативно најбоља држава у односу на постојеће стање. Како не би дошло до забуне, Аристотел је створио своју слику која је представљала "Аристотелову најбољу државу" међутим базирала се на реалним принципима за разлику од Платонове, он своју државу објашњава као ону која стоји између Платоновог комунизма и принципа laissez-faire крајњег индивидуализма. Платонова идеална држава има три сталежа (филозофи, војници, робови), док Аристотелова има два сталежа и то: управљачки сталеж и сталеж робова. Аристотел је погрешно формулисао почетну премису о робовима а то је да су они такви по својој природи, док су у стварности они такви зато што их таквим чини друштво. У самој тој тврдњи Аристотел је формулисао и расну теорију друштва.
Аристотел је био реалнији од Платона пошто се залагао за државу по узору на Атину. Он је проучавао постојеће уставе грчких држава и из њих извлачио закључке. Аристотел је, такође, државу приказивао у организацијском облику.

## Критика
Захваљујући својој свестраности и храбрости, Аристотел је успео да обухвати и синтетизује оба правца у дотадашњој грчкој филозофији: учење о природи и учење о моралу; такође је, на основу филозофске мисли претходника својих учитеља, пронашао изгубљену нит научног развоја „досократовске“ Грчке, наставио то дело доследним и детаљним проучавањима и свеобухватним посматрањима, те од добијених података саградио величанствену грађевину организоване науке.
Аристотел је имао обичај да у уводима својих дела наводи радове својих претходника који су се бавили истом темом као и његов актуелни рад и да сваких такав рад аргументовано побије и дисквалификује.
Аристотел је размишљао на отомански начин: он безбедно може да влада тек пошто поубија сву своју браћу— Бејкон
Али, „братоубилачка помама“ омогућила нам је детаљније упознавање са досократовском филозофијом.
Аристотелова астрономија није претерано опширна и не даје превише новог у односу на његове претходнике. Он одбацује Питагорино учење по којем је Сунце средиште нашег система и ту част радије додељује Земљи. Али, његова мала расправа о метеорологији пуна је бриљантних запажања и чак и њен спекулативни део показује сву блиставост Аристотеловог ума. Аристотел поставља и нека у оно време врло луцидна питања из науке о наслеђу. Нека жена из Елиде удала се за Црнца; њихова деца била су бела, али се у следећој генерацији појавила негроидност. Тим поводом, Аристотел је поставио питање где је у средњој генерацији био сакривен наследни елемент негроидности? Prudens quaestio dimidium scientiae — мудро питање јесте половина знања, али само половина, а човечанство је одговор на то важно и интелигентно питање морало чекати више од два миленијума до епохалних експеримената Грегора Мендела (1822—1882).
Најпознатији и најоригиналнији Аристотелов допринос филозофији је његово учење о силогизмима.